# Simon Hantaï

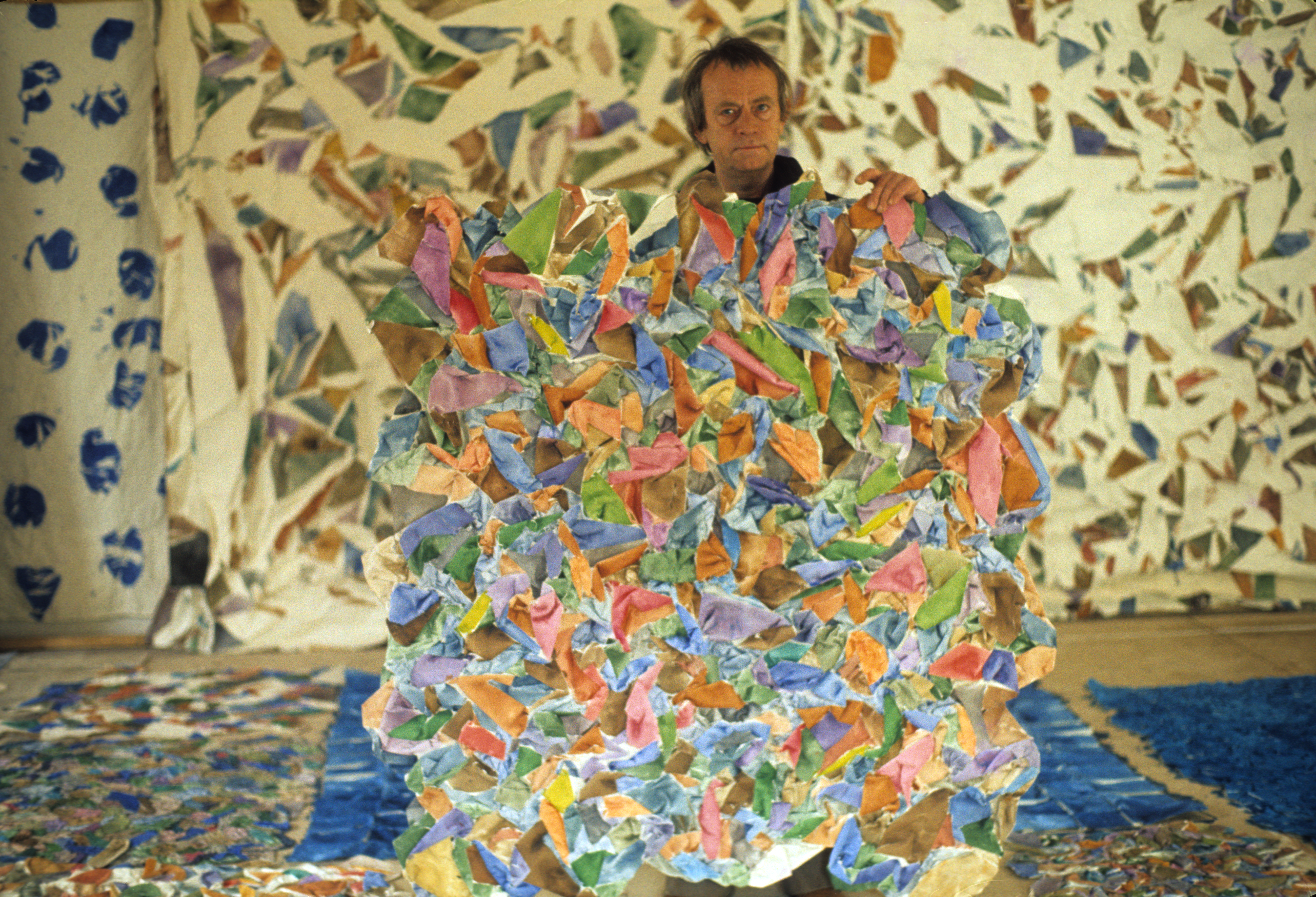
Simon Hantaï (1974)

Simon Hantaï (* 8. Dezember 1922 in Biatorbágy, Ungarn; † 12. September 2008 in Paris) war ein ungarischer, seit 1966 französischer Maler und einer der wichtigsten Vertreter der Strömung Support/Surface (wörtlich „Unterlage/Fläche“), die er 1959 um die Technik des (Leinwand-)Faltens (pliage) bereicherte.

## Leben und Wirken
Hantaï studierte zunächst an der Ungarischen Akademie der Bildenden Künste in Budapest, ließ sich ab 1949 jedoch in Paris nieder. Dort teilte er ein Zimmer mit Christian d’Orgeix, der ihn in die Pariser Kunstwelt einführte. Hantaï fühlte sich zunächst vom Surrealismus angezogen und wurde 1952 von André Breton in den surrealistischen Kreis aufgenommen. In der Folge experimentierte er mit verschiedenen Techniken wie Collage, Reiben oder Falten. 1955 brach er jedoch mit der Gruppe, nachdem es zu heftigen Streitereien um den Ausschluss von Max Ernst gekommen war. Unter dem Einfluss der amerikanischen Expressionisten um Jackson Pollock wendete sich Hantaï der Abstraktion zu, gleichzeitig bekannte er sich immer stärker zum Katholizismus. Gemeinsam mit Georges Mathieu und Pierre Soulages wurde er so zu einem der „konservativen Revolutionäre“ der französischen Kunst der 1960er Jahre. Jedoch wirken seine Werke, durch ihre generell hellen Farben, optimistischer oder zumindest schwereloser als jene seiner Kollegen.
Simon Hantaï war Teilnehmer der documenta II (1959) in Kassel. 1982 vertrat er Frankreich an der Biennale in Venedig und wurde 2007 Mitglied der Académie royale des Sciences, des Lettres et des Beaux-Arts de Belgique.
Hantaï ist der Vater der Musiker Marc Hantaï (* 1960), Jérôme Hantaï (* 1961) und Pierre Hantaï (* 1964), die alle im Bereich der historischen Aufführungspraxis wirken und mitunter auch als Trio Hantaï auftreten.

## Werke in öffentlichen Museen und Sammlungen
- Münster, LWL-Landesmuseum für Kunst und Kulturgeschichte: „Étude“ (erworben 2009)